# Baie de Plaisance
La baie de Plaisance (ou Placentia Bay en anglais) est une baie de l'océan Atlantique située sur la côte sud-est de Terre-Neuve au Canada.

## Géographie
Elle est formée par la péninsule de Burin à l'ouest et par la péninsule d'Avalon à l'est.

## Histoire
Les zones de pêche dans la baie ont été utilisées par les autochtones bien avant l'arrivée des premiers pêcheurs européens au XVIe siècle.
Les Français ont contrôlé la baie pendant un moment et ont construit leur capitale à Plaisance sur la côte est. Les Britanniques ont pris le contrôle de Plaisance par les traités d'Utrecht en 1713. Colonisées par les Anglais, les principales villes de la baie sont Burin, Marystown et Plaisance.
L'expédition navale franco-espagnole de 1796 contre les Anglais a détruit plus de 100 navires de pêche et brûlé des postes de pêche le long des côtes de l’île, y compris la base de la garnison anglaise dans la baie de Plaisance.
Le 14 août 1941, la base navale Argentia (utilisée par l'United States Navy entre 1941 et 1994) située sur le détroit de Little Placentia a été le site de la conférence de l'Atlantique pour la Charte de l'Atlantique, où Winston Churchill et Franklin D. Roosevelt se rencontrèrent face à face pour la première fois depuis que les deux ont pris le pouvoir et le début de la Seconde Guerre mondiale.
Plaisance et Fort Royal sont des lieux historiques nationaux du Canada.

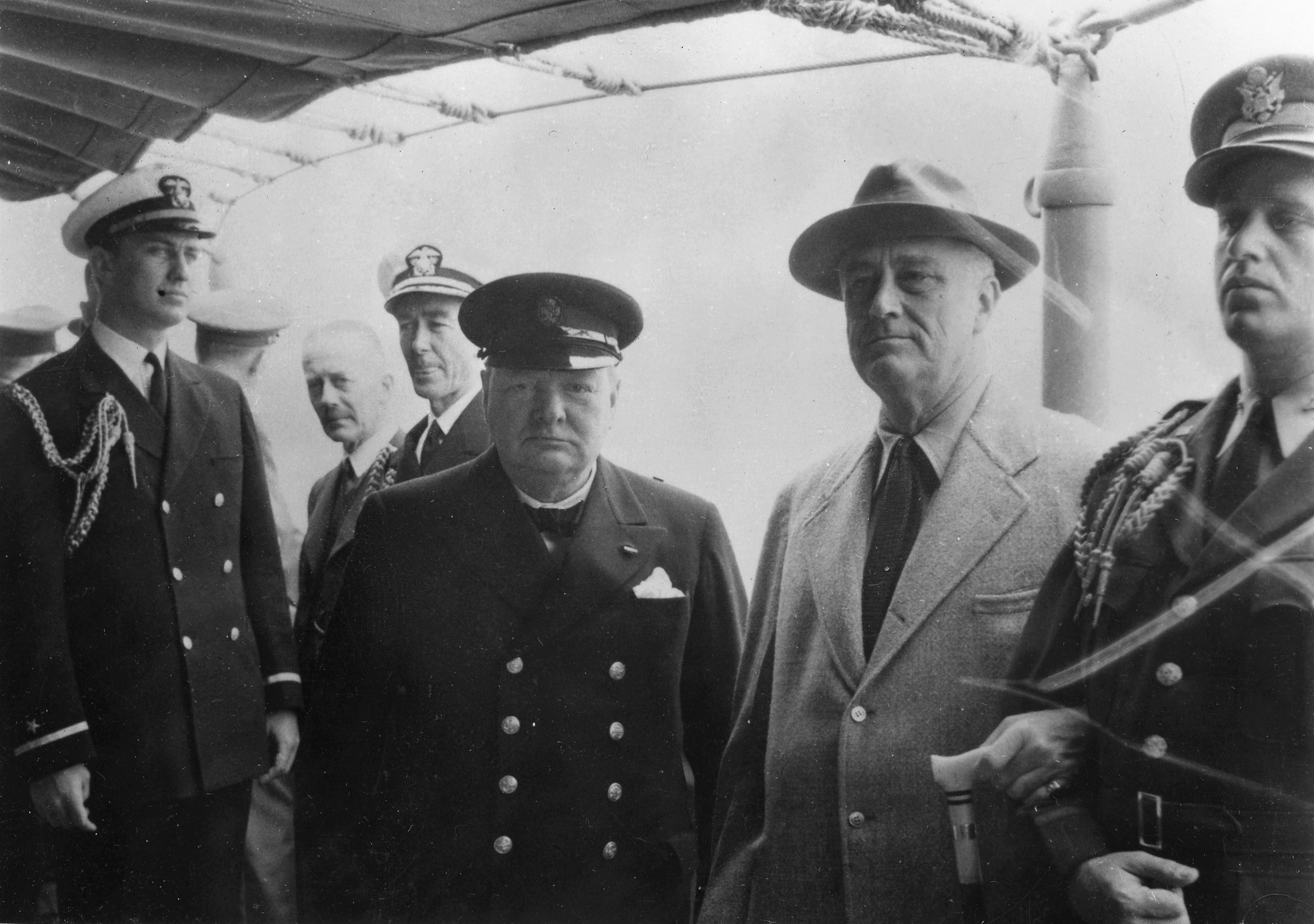
Le Premier Ministre Winston Churchill et le Président Franklin Roosevelt à bord de l' au large des côtes de Terre-Neuve en août 1941

.